# Loomalaid
Loomalaid ist eine unbewohnte Insel, 90 Meter von der größten estnischen Insel Saaremaa entfernt. Die Insel liegt in der Landgemeinde Saaremaa im Kreis Saare. Sie liegt in der Bucht Kõiguste laht im Kahtla-Kübassaare hoiuala.
Loomalaid ist 100 Meter lang und 100 Meter breit.